# Enfermedad de Castleman
La enfermedad de Castleman es un raro desorden linfoproliferativo que puede ser localizada e involucrar un solo ganglio linfático o ser de carácter sistémico y afectar a todos los ganglios del cuerpo. Dentro de los diagnósticos diferenciales, es importante distinguirlo de la hiperplasia reactiva
y malignidades. Se caracteriza por el crecimiento de tumores benignos que puede desarrollarse a partir del tejido de un solo linfonodo o a partir de múltiples sitios simultáneamente El crecimiento de los linfonodos radica en la hiperproliferación de ciertas células B que con frecuencia son productoras de múltiples citoquinas. A pesar de no ser considerado como un tipo de cáncer, el sobrecrecimiento de los linfocitos resulta similar a lo ocurrido en los linfomas.
Su nombre proviene del médico Benjamin Castleman (1906 - 1982).

## Tipos

### Unicéntrico
Se caracteriza por aparecer en personas de edad joven y tiene un curso asintomático y benigno. La localización de las adenopatías puede afectar al mediastino o al hilio pulmonar. 

### Multicéntrico
A diferencia del tipo unicéntrico, la forma multicéntrica afecta a personas de edad avanzada y tiene un curso más desfavorable. Destaca la presencia de síntomas generales (fiebre, astenia, anorexia), hepatoesplenomegalia y erupciones en la piel. Las adenopatías son generalizadas (cervicales, axilares, mediastínicos, retroperitoneales, inguinales...) y no dolorosas.
Se han descrito complicaciones a largo plazo como el sarcoma de Kaposi, el linfoma difuso de células B, la enfermedad de Hodgkin o el síndrome POEMS.